# Mo/CDM
Ne doit pas être confondu avec Julien/CDM.
Christophe Thouard dit Mo/CDM est un auteur et scénariste de bande dessinée français, né le 30 mai 1971 à Papeete.

## Biographie
Comme Christophe Thouard naît le 30 mai 1971 à Papeete, son père, métropolitain employé au CEA, lui donne un deuxième prénom polynésien : Heimoana. C'est ensuite le diminutif "Mo" de ce prénom qui deviendra le pseudonyme de l'auteur.
Lors de ses études au lycée Maurice-Ravel à Paris, il crée un fanzine nommé CDM (Chieurs De Mondes) avec les futurs artistes Julien/CDM et Ralph Meyer. 
Après le lycée, il contribue aux pages jeux de divers magazines du même groupe de presse, Le Journal de Mickey, de Super Picsou géant et Mickey Jeux. Parallèlement, pour les éditions La Sirène, il signe des guides illustrés. C'est dans ces mêmes éditions qu'il publie ses premières bandes dessinées, à savoir Combines martiennes, Mat Matou, Klébar le Chien et Space Vaudeville. En 2000, il entre dans la rédaction du mensuel de Marcel Gotlib, Fluide glacial, où il dessine Forbidden Zone et où il reprend le scénario de Cosmik Roger, à la demande de l'auteur de cette série, Julien/CDM. 

## Récompenses
Sous le nom de Moana Thouard, il a reçu le prix Alph-Art scolaire pour son histoire La terre est une belle plage lors du 16e festival d'Angoulême en 1989.
Mo/CDM a reçu le Prix Schlingo en 2016 avec son album Les Trois petits cochons reloaded dessiné par Pixel Vengeur,.
En avril 2024, il reçoit le prix Gotlib pour l'album Tirez sur mon doigt, Monsieur le Président.